# Vasily Sokolovsky
Vasily Danilovich Sokolovsky (em russo:  Васи́лий Дани́лович Соколо́вский, transl. Vasíliy Danílovich Sokolóvskiy; 21 de julho de 1897 – 10 de maio de 1968) foi um general soviético, teórico militar, Marechal da União Soviética e comandante das forças do Exército Vermelho durante a Segunda Guerra Mundial. Como chefe do Estado-Maior de Georgy Zhukov, Sokolovsky ajudou a planejar e executar a Batalha de Berlim. Ele também serviu como chefe das Forças Soviéticas na Alemanha Oriental e como Chefe do Estado-Maior Soviético.
Nascido em uma família de camponeses bielorrussos em Grodno, no Império Russo, Sokolovsky ingressou no Exército Vermelho em 1918 e serviu com distinção na Ásia Central durante a Guerra Civil Russa. Ele ocupou vários cargos de estado-maior, tornando-se eventualmente Vice-Chefe do Estado-Maior Geral no início da invasão alemã da União Soviética. No final de 1941, ajudou a coordenar a contra-ofensiva soviética na Batalha de Moscou. Como comandante da Frente Ocidental Soviética, ele participou da Batalha de Kursk e da Operação Kutuzov. Em abril de 1944, Sokolovsky foi nomeado chefe do Estado-Maior da 1ª Frente Ucraniana sob o comando de Georgy Zhukov, cargo que ocupou até o fim da guerra. Nessa posição, ele ajudou a executar a captura de Berlim por Jukov.
Após a guerra, Sokolovsky foi nomeado vice-comandante-em-chefe das Forças Soviéticas na Alemanha até julho de 1946, quando foi promovido a comandante-em-chefe e chefe da Administração Militar Soviética; ele também foi nomeado Marechal da União Soviética. De 1948 e 1949, presidiu o bloqueio de Berlim Ocidental. Em 1949, Sokolovsky tornou-se Vice-Ministro da Defesa soviético e, em 1952, foi nomeado Chefe do Estado-Maior General. Ele havia se aposentado efetivamente em 1960, mas alcançou fama internacional renovada com seus volumes sobre estratégia militar. Sokolovsky morreu em 1968, aos 70 anos, e está enterrado na Necrópole da Muralha do Kremlin.

## Vida pregressa
Sokolovsky nasceu em uma família de camponeses bielorrussos em Kozliki, uma pequena cidade na província de Grodno (atualmente no condado de Białystok, no leste da Polônia, então parte do Império Russo). Trabalhou como professor numa escola rural, onde participou em vários protestos e manifestações contra o czar.

## Carreira militar

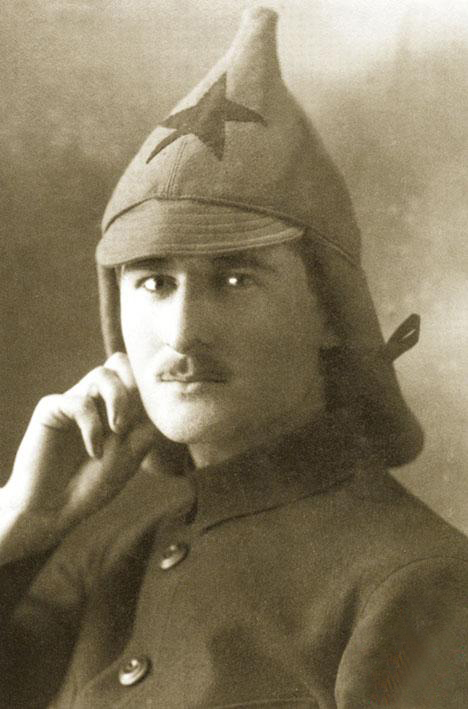
Sokolovsky como cadete da Academia Militar de Moscou, 1920.

Sokolovsky ingressou no Exército Vermelho em fevereiro de 1918. Ele começou seus estudos militares formais em 1919, mas foi frequentemente convocado pelo Exército Vermelho e forçado a abandonar os estudos. Graduou-se em 1921 e tornou-se chefe do Estado-Maior de uma divisão estacionada no Turquemenistão. Ele foi ferido durante uma batalha perto de Samarcanda e posteriormente condecorado por bravura. Após o fim da Guerra Civil Russa em 1922/1923, ele ocupou vários cargos de estado-maior, tornando-se eventualmente chefe do Estado-Maior do Distrito Militar de Moscou e depois Vice-Chefe do Estado-Maior Geral, cargo que ocupou no início da invasão alemã. da União Soviética, a Operação Barbarossa (22 de junho de 1941).
Em dezembro de 1941, com as forças alemãs a apenas 20 quilómetros de Moscovo, Sokolovsky foi nomeado chefe do Estado-Maior da Frente Ocidental Soviética, onde foi capaz de ajudar a coordenar os contra-ataques de inverno soviéticos que forçaram os alemães a afastarem-se de Moscovo. Permaneceu nesta posição até fevereiro de 1943, quando se tornou comandante da Frente Ocidental.

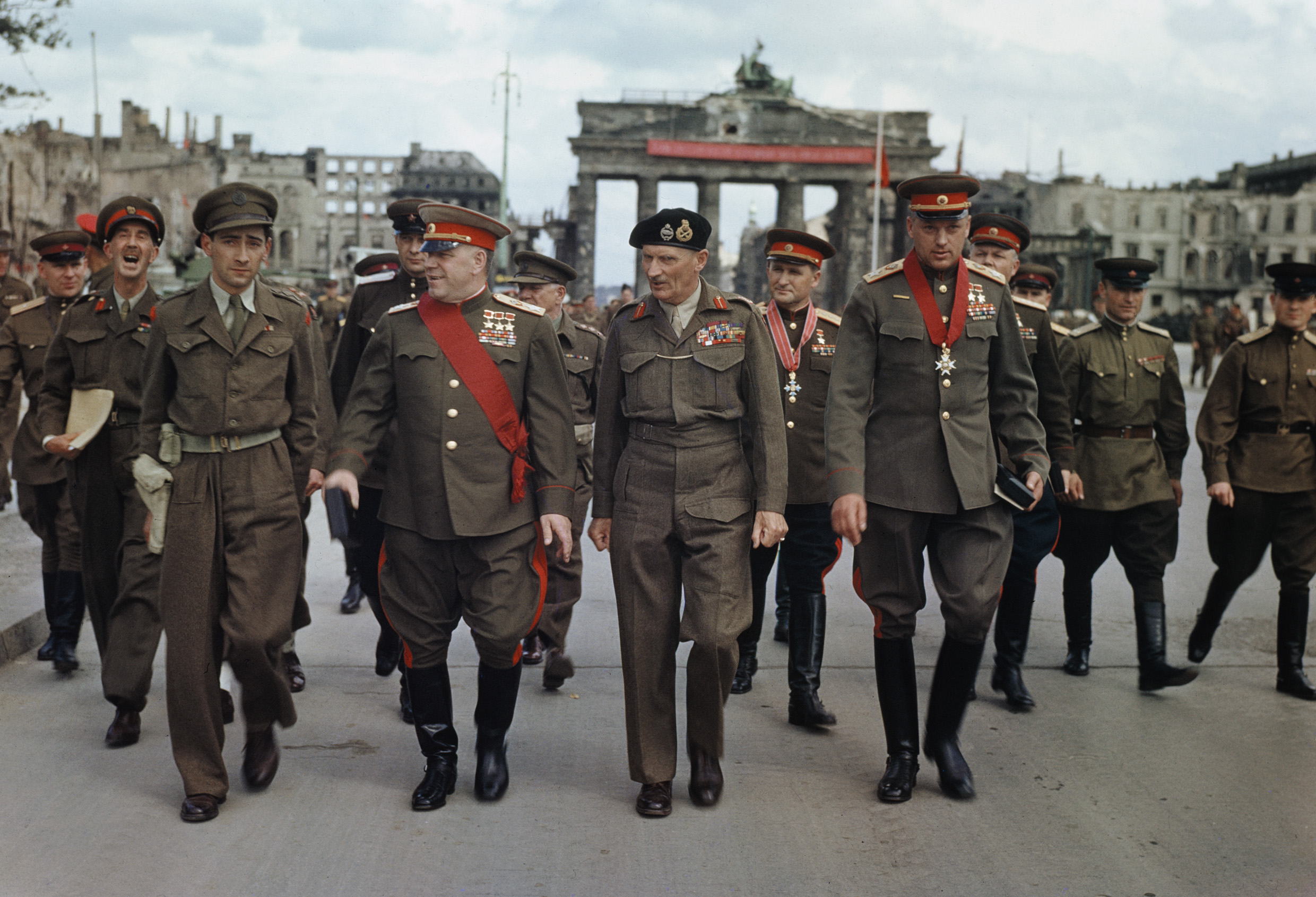
Altos oficiais aliados em Berlim, no Portão de Brandemburgo, em 12 de julho de 1945. O Marechal Montgomery concedeu a Vasily Sokolovsky (direita) a Cruz de Cavaleiro da Ordem do Império Britânico, classe militar.

Ele liderou esta frente durante a Batalha de Kursk. No verão de 1943, os soviéticos lançaram a Operação Kutuzov em 12 de julho contra o Grupo de Exércitos Centro na saliência de Orel, diretamente ao norte da saliência de Kursk. A Frente Bryansk, sob o comando de Markian Popov, atacou a face oriental da saliência de Orel enquanto a Frente Ocidental, comandada por Sokolovsky, atacou pelo norte. A operação terminou em 18 de agosto de 1943 com a captura soviética de Orel e o colapso da protuberância de Orel. Em outubro-novembro de 1943, Sokolovsky comandou a Frente Ocidental nas fracassadas ofensivas soviéticas de Orsha contra o 4º Exército de Gotthard Heinrici na região de Orsha, na Bielo-Rússia. Em abril de 1944, a Frente Ocidental foi dividida em duas partes e Sokolovsky foi nomeado chefe do Estado-Maior da 1ª Frente Ucraniana sob o comando de Georgy Zhukov. Ele permaneceu nesta posição até o final da guerra em 1945. Como chefe do Estado-Maior da 1ª Frente Ucraniana, Sokolovsky ajudou a planejar e executar a captura de Berlim. Sokolovsky sentou-se ao lado de Jukov enquanto ele aceitava o Instrumento Alemão de Rendição em Berlim.
Após a Segunda Guerra Mundial, Sokolovsky tornou-se vice-comandante-em-chefe das Forças Soviéticas na Alemanha Oriental até 3 de julho de 1946. Nesse dia Sokolovsky foi promovido ao posto de Marechal da União Soviética, e também feito comandante-chefe do Grupo das Forças Soviéticas na Alemanha e chefe da Administração Militar Soviética na Alemanha. Sua saída de uma reunião do Conselho de Controle Aliado em 20 de março de 1948 como representante soviético naquele órgão o imobilizou efetivamente a partir daquela data. Em 1949 tornou-se Vice-Ministro da Defesa da União Soviética, cargo que ocupou até 1952, altura em que foi nomeado Chefe do Estado-Maior Geral. Em 1960, Sokolovsky tornou-se Inspetor-Geral do Ministério da Defesa. Ele manteve esta posição até sua morte em 1968.
Sokolovsky tornou-se amplamente conhecido no Ocidente com a publicação em 1962 de Estratégia Militar, um livro que continha raros detalhes sobre o pensamento soviético sobre a guerra, particularmente a guerra nuclear. Sokolovsky foi um membro-chave do comando de guerra soviético durante a Segunda Guerra Mundial e conhecido  como um excelente planejador e líder militar excepcional. Ele gozava da confiança especial do Marechal Georgy Zhukov. Sokolovsky morreu em 10 de maio de 1968, aos 70 anos. A urna contendo suas cinzas foi enterrada na Necrópole do Muro do Kremlin. Sokolovsky aparece como uma figura proeminente no romance vencedor do National Book Award de William T. Vollmann em 2005, Europe Central.

## Condecorações

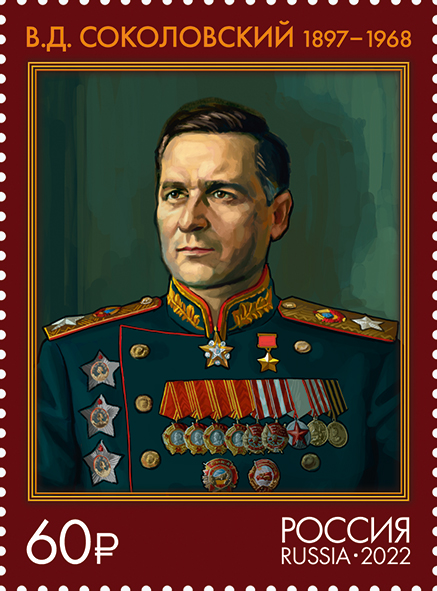
O Marechal Sokolovsky em um selo da Rússia de 2022.

### União Soviética
|  | Medalha Estrela de Ouro de Herói da União Soviética (29 de abril de 1945 – nº 6454) |
|  | Oito Ordens de Lenin (22 de fevereiro de 1941, 2 de janeiro de 1942, 21 de fevereiro de 1945, 29 de maio de 1945, 20 de julho de 1947, 24 de junho de 1948, 20 de julho de 1957, 20 de julho de 1967) |
|  | Ordem da Revolução de Outubro (22 de fevereiro de 1968) |
|  | Ordem da Bandeira Vermelha, três vezes (28 de fevereiro de 1928, 3 de novembro de 1944, 20 de junho de 1949)                                                                                          |
|  | Ordem de Suvorov, 1ª classe, três vezes (9 de abril de 1943, 28 de agosto de 1943, 6 de abril de 1945)                                                                                                |
|  | Ordem de Kutuzov, 1ª classe, três vezes (27 de agosto de 1943, 25 de agosto de 1944, 18 de dezembro de 1956)                                                                                          |
|  | Medalha "Pela Defesa de Moscou" (1º de maio de 1944) |
|  | Medalha "Pela Vitória sobre a Alemanha na Grande Guerra Patriótica 1941-1945" (9 de maio de 1945) |
|  | Medalha do Jubileu "Vinte Anos de Vitória na Grande Guerra Patriótica 1941-1945" (7 de maio de 1965)                                                                                                  |
|  | Medalha "Em Comemoração do 800º Aniversário de Moscou" |
|  | Medalha do Jubileu "XX Anos do Exército Vermelho Operário e Camponês" (22 de fevereiro de 1938) |
|  | Medalha do Jubileu "30 Anos do Exército e da Marinha Soviética" |
|  | Medalha do Jubileu "40 Anos das Forças Armadas da URSS" |
|  | Medalha do Jubileu "50 Anos das Forças Armadas da URSS" |
|  | Arma honorária com emblema nacional dourado da União Soviética (22 de fevereiro de 1968) |
|  | |

### Estrangeiras

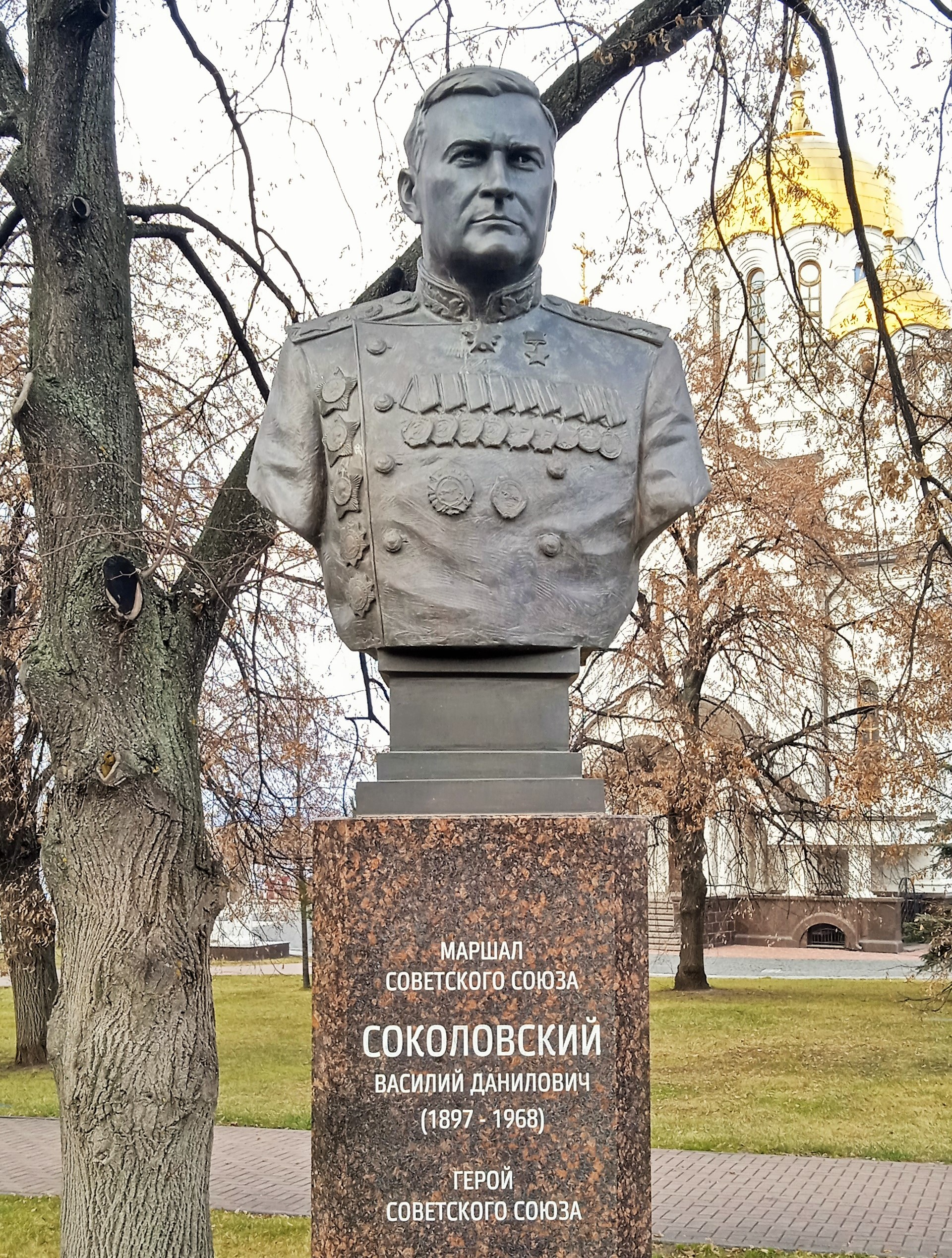
Busto de Vasily Sokolovsky na Praça da Glória em Samara.

|   | Ordem da Bandeira Vermelha (Mongólia)                                                        |
|   | Ordem Patriótica do Mérito em ouro, duas vezes (Alemanha Oriental)                           |
|   | Ordem Dourada da Estrela Partidária (Iugoslávia)                                             |
|   | Cruz do Comandante da Virtuti Militari (Polônia)                                             |
|   | Cruz de Grunwald, 3ª classe (Polônia)                                                        |
|   | Medalha "Por Varsóvia 1939–1945" (Polônia)                                                   |
|   | Medalha "Pelo Oder, Neisse e o Báltico" (Polônia)                                            |
|   | Ordem do Leão Branco, 1ª classe (Tchecoslováquia)                                            |
|   | Medalha "Em Comemoração da Batalha do Passo de Dukla" (Tchecoslováquia)                      |
|   | Medalha da Ordem da Revolta Nacional Eslovaca (Tchecoslováquia)                              |
|   | Comendador da Legião do Mérito (EUA)                                                         |
|   | Grande Oficial da Legião de Honra (França)                                                   |
|   | Cavaleiro Comendador Honorário da Ordem do Império Britânico (Divisão Militar) (Reino Unido) |
|   | Medalha da Amizade Sino-Soviética (China)                                                    |
| ? | Ordem da República ( República Popular de Tuvan, 31 de março de 1942)                        |